# オランダファシスト連盟
オランダファシスト連盟（オランダファシストれんめい、オランダ語: Algemeene Nederlandsche Fascisten Bond、英語: General Dutch Fascist League、略称：ANFB）または全オランダファシスト同盟は、1932年から1934年の間に存在した、オランダのファシストによる小政党。

## 概要
ANFBは「民族ファシズム」(volksfascisme)の創造を追及した。しかしその目標を完全に定義する事はできず、そのレトリックに反して、アドルフ・ヒトラーよりもベニート・ムッソリーニに近い目標になったと考えられている。ANFBは1932年の選挙で支持獲得に失敗し衰退した。
その後、支持者のAlfred Haighton(en)と国家同盟(en)のグループは「コーポラティズム的な中央集権」を主張したが、ANFB指導者のJan Baars(en)はCarel Gerretson(en)と不仲となった。1934年にJan BaarsはANFBを去り、ANFBは指導者不在となりやがて消滅した。
ブラックフロントは、しばしばANFBの競合相手となったが、よりカトリックの傾向が強かった。